# Minh Long
Minh Long là một huyện thuộc tỉnh Quảng Ngãi, Việt Nam.

## Địa lý
Huyện Minh Long nằm ở trung tâm địa lý của tỉnh Quảng Ngãi, nằm trên tỉnh lộ 627, cách thành phố Quảng Ngãi 25 km về hướng tây nam có vị trí địa lý:
- Phía đông giáp huyện Nghĩa Hành
- Phía tây giáp huyện Sơn Hà
- Phía nam giáp huyện Ba Tơ
- Phía bắc giáp huyện Tư Nghĩa và huyện Nghĩa Hành.

Huyện Minh Long có diện tích là 237,20 km², dân số năm 2019 là 18.722 người, mật độ dân số đạt 79 người/km².

### Địa hình
Minh Long nằm giữa hai dãy núi tương đối cao nối liền với các dãy núi phía Đông tỉnh Kon Tum và Gia Lai, hai dãy núi chạy ngang theo hướng Đông - Đông bắc và Tây- Tây nam huyện đâm ra đồng bằng ven biển nên địa hình Minh Long trở thành thung lũng hẹp, song địa hình không bằng phẳng mà khá phức tạp do có nhiều đồi núi cao dốc, hiểm trở, bị chia cắt bởi nhiều sông suối, cản trở việc đi lại vào mùa mưa lũ giữa các xã với trung tâm huyện lỵ như: Long Môn, Thanh An, Long Mai và Long Sơn.
Cũng như các huyện miền núi khác của tỉnh Quảng Ngãi, địa hình Minh Long có độ cao tương đối lớn, cao trình từ 50m đến 1.126 m so với mực nước biển. Hướng đất thấp dần từ Tây sang Đông (nghiêng từ phía Tây Bắc xã Long Môn, Thanh An và thấp dần xuống phía Đông Nam xã Long Mai, Long Sơn), đỉnh cao nhất cao 1.126 m (núi Đá Vách), 1085 m (ngọn Mum thuộc xã Long Môn) là hai trong những ngọn núi cao phía Tây bắc của tỉnh), điểm thấp nhất 17,5 m thuộc xã Long Sơn, với nếp đứt gãy của hệ thống sông Phước Giang đã tạo nên các cấu trúc địa hình như sau: Khối núi cao phía Tây Bắc huyện Minh Long, ngăn cách huyện Minh Long với huyện Sơn Hà, độ dốc địa hình >25°.
Cấu trúc địa hình núi thấp, độ cao tuyệt đối từ 150–1.126 m, 8m, các đỉnh cao trên 1.000 m, do bị chia cắt bởi các sông suối tạo nên 2 khối núi lớn và một dãy núi thấp như sau:
- Khối núi cao phía Tây Nam huyện Minh Long, ngăn cách huyện Minh Long với huyện Ba Tơ, độ dốc địa hình >25°
- Dãy núi thấp phía Đông và Đông Nam của huyện Minh Long, ngăn cách giữa huyện Minh Long với huyện Ba Tơ và huyện Nghĩa Hành, độ dốc địa hình >15°.

Cấu trúc địa hình thung lũng, được cấu tạo bởi các thung lũng thượng lưu và trung lưu các dòng sông và ngòi suối, có thể phân ra 4 vùng địa hình thung lũng như sau:
- Thung lũng có dạng lòng chảo, khá bằng phẳng, thuận lợi cho sản xuất nông nghiệp, phân bố ở khu vực trung tâm huyện bao gồm địa bàn các xã: Thanh An, Long Mai, Long Hiệp và Long Sơn. Độ cao trung bình từ 80m–20m, thấp dần theo hướng Nam–Bắc.
- Thung lũng hẹp Gò Tranh, Yên Ngựa, phân bố dọc theo suối Đá thuộc xã Long Sơn. Địa hình tương đối bằng phẳng, độ cao trung bình từ 80m–25m, thấp dần theo hướng Tây Nam–Đông Bắc.
- Thung lũng hẹp làng Trê, phân bố dọc theo các suối Tam Dinh và suối Bờ Lang của xã Long Môn, độ cao trung bình từ 500m–450m thấp dần theo hướng Đông–Tây.

Sông Phước Giang chảy trên địa bàn huyện 18 km. Ngoài ra còn có nhiều sông suối nhỏ như: sông Năng, sông Tam Rao.

## Lịch sử
Huyện Minh Long xưa có tên là nguồn Phụ Ba, rồi nguồn Phụ Bà Địa; năm 1822, dưới triều vua Minh Mạng, đổi là nguồn Phụ An, một trong bốn nguồn của tỉnh Quảng Ngãi. Thời Pháp thuộc, năm 1915, nguồn Phụ An đổi là đồn Minh Long có 5 tổng (tổng Hành, tổng Lạc, tổng Trung, tổng Thượng, tổng Hạ) với 60 làng, sách. Đến thập niên 30 thế kỷ XX, đồn Minh Long được điều chỉnh lại còn 3 tổng là An Hành, Lợi Hành, Lạc Hành với 65 sách; sau đổi đồn Minh Long thành nha Minh Long.
Cách mạng tháng Tám 1945 thành công, nha Minh Long đổi thành châu Minh Long rồi huyện Minh Long. Cấp tổng được bãi bỏ, các sách hợp lại trong 9 xã lớn đều lấy chữ Long làm đầu, gồm các xã: Long Môn, Long Sơn, Long Huy, Long Xuyên, Long Mai và Long Quang, Long An, Long Thanh, Long Xuân.
Từ sau 1954, chính quyền Việt Nam Cộng hòa đổi huyện Minh Long thành quận Minh Long, chia thành 14 xã và đổi đặt tên xã mới, lấy chữ Minh làm đầu, gồm các xã: Minh Tâm, Minh Điền, Minh Hiệp, Minh Cao, Minh Thượng, Minh Nghĩa, Minh Sơn, Minh Trị, Minh Anh, Minh Đức, Minh Dũng, Minh Hạ, Minh Trung và Minh Tân.
Sau năm 1975, chính quyền cách mạng chia lại huyện Minh Long thành 9 xã: Long Môn, Long Thanh, Long Quang, Long An, Long Tân, Long Hiệp, Long Xuân, Long Mai và Long Sơn.
Đến năm 1976, huyện Minh Long hợp nhất với huyện Nghĩa Hành thành huyện Nghĩa Minh thuộc tỉnh Nghĩa Bình. Địa giới hành chính các xã cũng được điều chỉnh lại như sau: hợp nhất ba xã Long Thanh, Long An và Long Quang thành xã Thanh An; sáp nhập xã Long Xuân vào xã Long Mai; sáp nhập xã Long Tân vào xã Long Hiệp.
Ngày 24 tháng 8 năm 1981, Hội đồng Bộ trưởng ban hành Quyết định 41-HĐBT. Theo đó, chia lại huyện Nghĩa Minh thành hai huyện Nghĩa Hành và Minh Long.
Sau khi tái lập, huyện Minh Long có 5 xã: Long Hiệp (trung tâm huyện), Long Mai, Long Môn, Long Sơn và Thanh An. 
Ngày 30 tháng 6 năm 1989, tỉnh Quảng Ngãi được tái lập từ tỉnh Nghĩa Bình, huyện Minh Long thuộc tỉnh Quảng Ngãi, bao gồm 5 xã trực thuộc như hiện nay.

## Hành chính
Huyện Minh Long có 5 xã trực thuộc: Long Hiệp (huyện lỵ), Long Mai, Long Môn, Long Sơn và Thanh An.
| 1                                                       | Xã Long Hiệp | 17,32  | 4.372  | 252 |
| 2                                                       | Xã Long Mai  | 37,07  | 3.983  | 108 |
| 3                                                       | Xã Long Môn  | 69,47  | 1.410  | 20  |
| 4                                                       | Xã Long Sơn  | 75,41  | 5.397  | 72  |
| 5                                                       | Xã Thanh An  | 37,94  | 3.560  | 94  |
|                                                         | Toàn huyện   | 237,20 | 18.722 | 79  |
| Nguồn: Dân số đến 01 tháng 4 năm 2019 - tỉnh Quảng Ngãi |              |        |        |     |

## Xã hội

### Giáo dục
Huyện Minh Long bao gồm:
- 1 trường Trung học phổ thông Minh Long ở xã Long Mai
- 1 Trung tâm GDTX ở xã Long Hiệp
- 5 trường Trung học cơ sở ở 5 xã
- 6 trường tiểu học.

## Du lịch

### Thắng cảnh Minh Long
- Núi Mum cao 1.085 m nằm ở phía Tây Nam huyện, thuộc địa phận xã Long Môn.
- Thác Trắng thuộc xã Thanh An, cao 40–50 m, là một trong những thác đẹp nhất miền núi Quảng Ngãi
- Núi Đá Vách cao 1.136 m, nằm ở ranh giới 3 huyện Sơn Hà, Tư Nghĩa và Minh Long (vùng xã Long Sơn).

## Giao thông
Đường tỉnh 624 chạy qua huyện 30 km, qua 17 cầu, 4 tuyến đường huyện dài 36 km.
Biển số xe: 76L1 - XXX.XX